# Antiguo Banco de Gijón
El Antiguo Banco de Gijón es un edificio catalogado en Gijón, Asturias (España). Fue construido en 1902 y sirvió de sede de la Sociedad de Crédito Industrial Gijonés hasta que fue adquirido en 1912 por el Banco de Gijón. 

## Ubicación
El edificio se halla en el barrio de El Centro en una manzana comprendida entre las calles Begoña, Munuza, Buen Suceso y Enrique III. En la calle de Begoña, 22 se halla el acceso a las residencias. El chaflán, punto de acceso a la sucursal, está en la calle Munuza, 4, conformando su fachada principal.

## Historia

### Crédito Industrial Gijonés
El Crédito Industrial Gijonés fue un grupo de inversión fundado en Gijón el 5 de abril de 1900 que propiciaría el desarrollo industrial de la ciudad; principalmente los siguientes proyectos: El puerto de El Musel, el Ferrocarril de San Martín del Rey Aurelio-Lieres-Gijón-El Musel y el Ferrocarril del Carreño. La institución evolucionaria con el tiempo hasta unirse al Banco Español de Crédito (Banesto). Sería una de las entidades económicas más dinámicas de una Asturias en plena industrialización. El Crédito Industrial Gijonés y sus filiales (cada proyecto desarrollado solía conllevar una filial) buscó entonces una sede y le encargó al arquitecto municipal Luis Bellido tal fin. El edificio abrió en 1902. La sociedad quebraría en 1912.

### Banco de Gijón
El Banco de Gijón fue una entidad bancaria constituida en Gijón el 20 de octubre de 1899. El fundador del banco, el banquero y comerciante sierense Florencio Rodríguez, da nombre desde el año 2000 a la plazoleta enfrente del edificio. El 6 de mayo de 1912 inauguran una nueva sucursal en el actual Antiguo Banco de Gijón. Se reformarían levemente los interiores del edificio, obra de Manuel del Busto.
El Banco de Gijón fue absorbido por el Banco Hispano Americano en 1971. Este banco a su vez en 1991 formaría el Banco Central Hispano y finalmente en 1999 se une al Grupo Santander, actuales propietarios del edificio.
El artista gijonés Evaristo Valle fallecería en este edificio el día 29 de enero de 1951 como recuerda una placa en el exterior del portal.

### Actualidad
En 2005 una promotora compra la parte residencial del edificio al Banco Santander e inicia una rehabilitación integral finalizada en 2010. Se reconstruye la cubierta sustituyendo la antigua estructura por una metálica y se rediseñan los espacios interiores, albergando 31 viviendas de lujo.

## El edificio
En el exterior destaca la multitud de elementos decorativos ostentosos propios de la arquitectura ecléctica en la que está construido. Tiene cuatro pisos, que finalizan en una mansarda con óculos, pináculos, templetes y techo de pizarra. La entrada a la sucursal se halla en un chaflán a la calle los Moros, cuenta con dos grandes pilastras con capiteles corintios. El arquitecto, Luis Bellido, diseñaría el edificio Almacenes Simeón, en la misma calle.
El edificio presenta en su planta baja la sucursal, acondicionada para el acceso de los clientes. Mediante una escalera de mármol se accedía a la primera plantas, con oficinas de diversa índole. Destacan los sótanos, de gran tamaño y que guardaban la bóveda acorazada del banco. El resto de plantas albergaba viviendas. El edificio destacaba por su lujo, incluyendo calefacción con caldera y un gran número de baños.